# ラムール・ア・パリ
『ラムール・ア・パリ』は宝塚歌劇団のミュージカル作品。月組公演。
併演作品は『春の宝塚踊り』。

## 解説
※『宝塚歌劇100年史（舞台編）』の宝塚大劇場公演のページを参照。
フランスの女優サラ・ベルナールの生涯を描いた作品。
不幸な境遇で育ったサラが女優として成功を収めるまでの道のりと、恋人のジュリアンとの悲しい恋物語。『椿姫』を劇中劇にすることで、ドラマとの対比を見せた。
61期生の初舞台公演。

## 公演期間と公演場所
- 1975年3月27日 - 5月12日[1]（代役公演：4月12日[3]、新人公演：4月26日[3]）　宝塚大劇場
- 1975年7月4日 - 7月28日[2]（代役公演：7月13日[3]、新人公演：7月18日[3]）　東京宝塚劇場

## 宝塚大劇場公演のデータ
形式名は「ミュージカル・ロマンス」。副題は「サラ・ベルナールの恋」。20場。

### スタッフ（宝塚大劇場公演）
- 作・演出：内海重典[1]
- 音楽：寺田瀧雄[4]、入江薫[4]、河崎恒夫[4]、中元清純[4]
- 音楽指揮：野村陽児[4]
- 振付：岡正躬[4]、喜多弘[4]、高木祥次[4]、山田卓[4]
- 装置：石浜日出雄[4]
- 衣装：任田幾英[4]
- 照明：今井直次[5]
- 音響・録音：松永浩志[5]
- 小道具：万波一重[5]
- 効果：川ノ上智洋[5]
- 演出補：阿古健[5]
- 演出助手：三木章雄[5]
- 制作：大内芳亮[5]

## 主な配役
- サラ・ベルナール - 初風諄（代役公演：小松美保、新人公演：北原千琴）[3]
- ジュリアン - 大滝子（代役公演：叶八千矛、新人公演：江夏淳）[3]